# النمور الآسيوية الأربعة

صورة تبين مواقع النمور الآسيوية

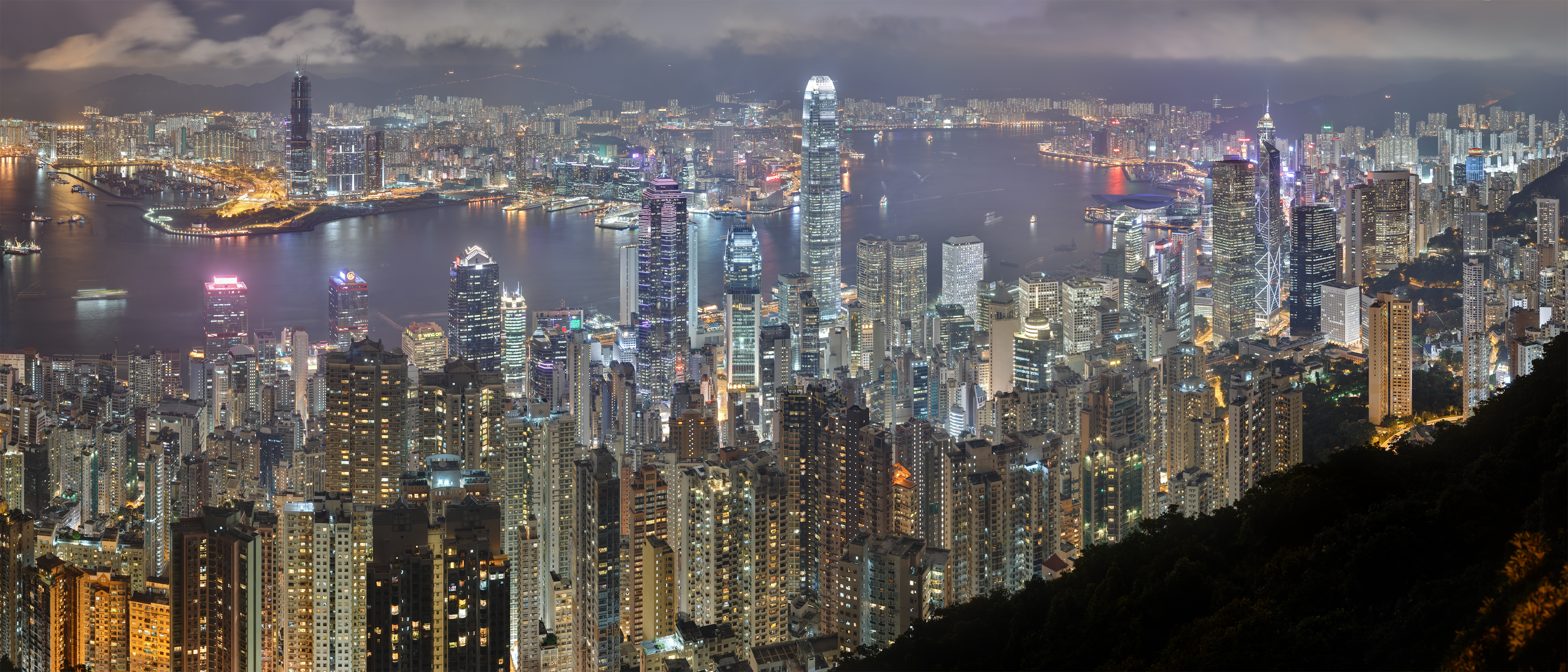
منظر بانورامي للمنطقة الأعمال المالية في هونغ كونغ مصورا من جبل فيكتوريا.

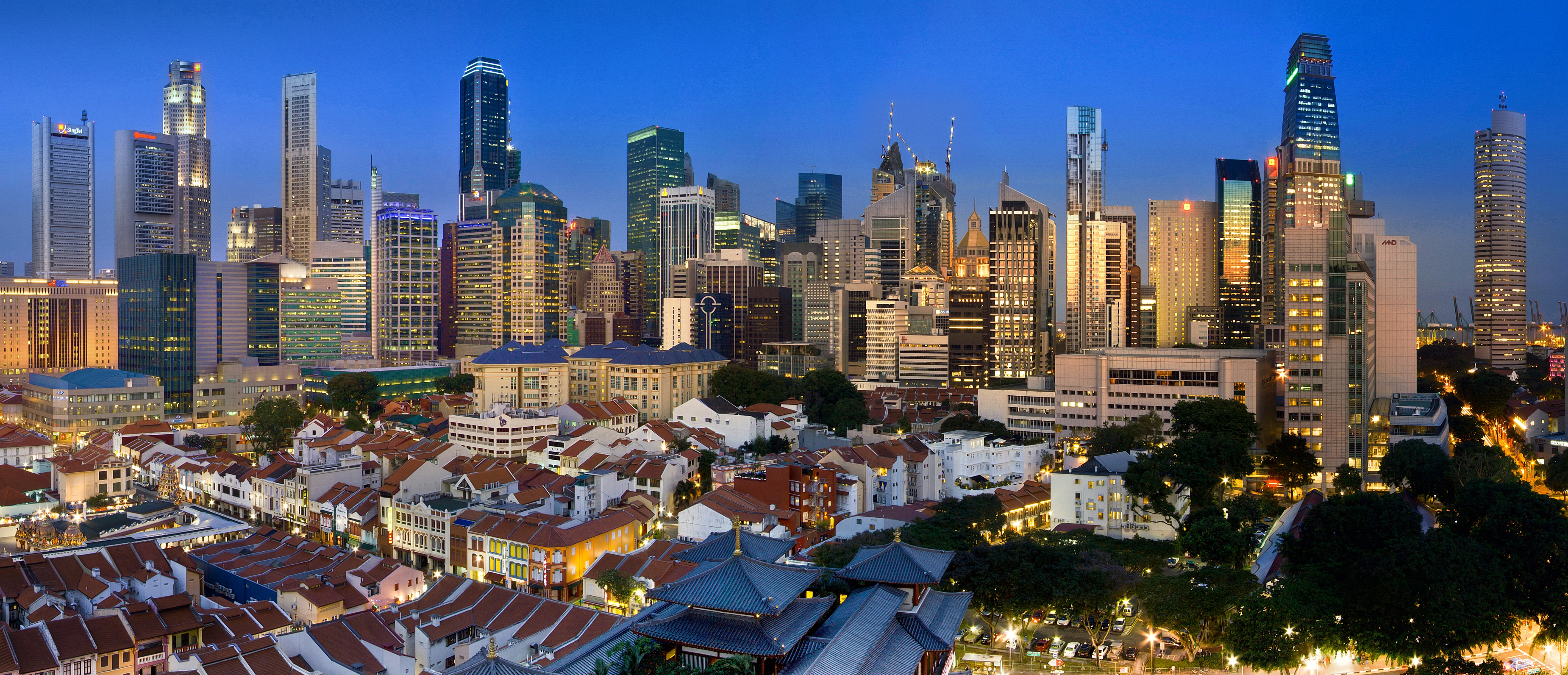
منظر جوي لوسط سنغافورة قبل الغروب.

النمور الآسيوية الأربعة مصطلح اقتصادي أطلق على اقتصادات كوريا الجنوبية وتايوان وسنغافورة وهونغ كونغ. شهدت اقتصادات تلك الدول في الفترة ما بين أوائل الستينيات والتسعينيات قفزة اقتصادية وعمليات تصنيع سريعة وحققت معدلات نمو عالية بشكل استثنائي تجاوزت 7% سنويا.
مع حلول أوائل القرن الحادي والعشرين، خرجت تلك الاقتصادات من حيز الدول النامية إلى الدولة المتقدمة ذوات الاقتصادات عالية الدخل، وتخصصت في مجالات تنافسية. فأصبحت هونغ كونغ وسنغافورة من المراكز المالية الرائدة في العالم، في حين أصبحت كوريا الجنوبية وتايوان من رواد تصنيع المكونات والأجهزة الإلكترونية. لذلك تعد تجربتها الاقتصادية الناجحة بمثابة نماذج يحتذى بها للعديد من دول أشبال النمور، وهم إندونيسيا وماليزيا والفلبين وتايلاند.
في عام 1993، أرجع تقرير البنك الدولي الفضل في معجزة شرق آسيا إلى السياسات النيوليبرالية التي تسببت في ازدهار الاقتصاد بتطوير التصنيع الموجه بالصادرات وخفض الضرائب وتحسين مستوى دخل الفرد.

## نظرة عامة

يوضح الرسم البياني نمو نصيب الفرد من الناتج المحلي الإجمالي في دول نمور آسيا الأربعة في الفترة ما بين عام 1960 وعام 2014.

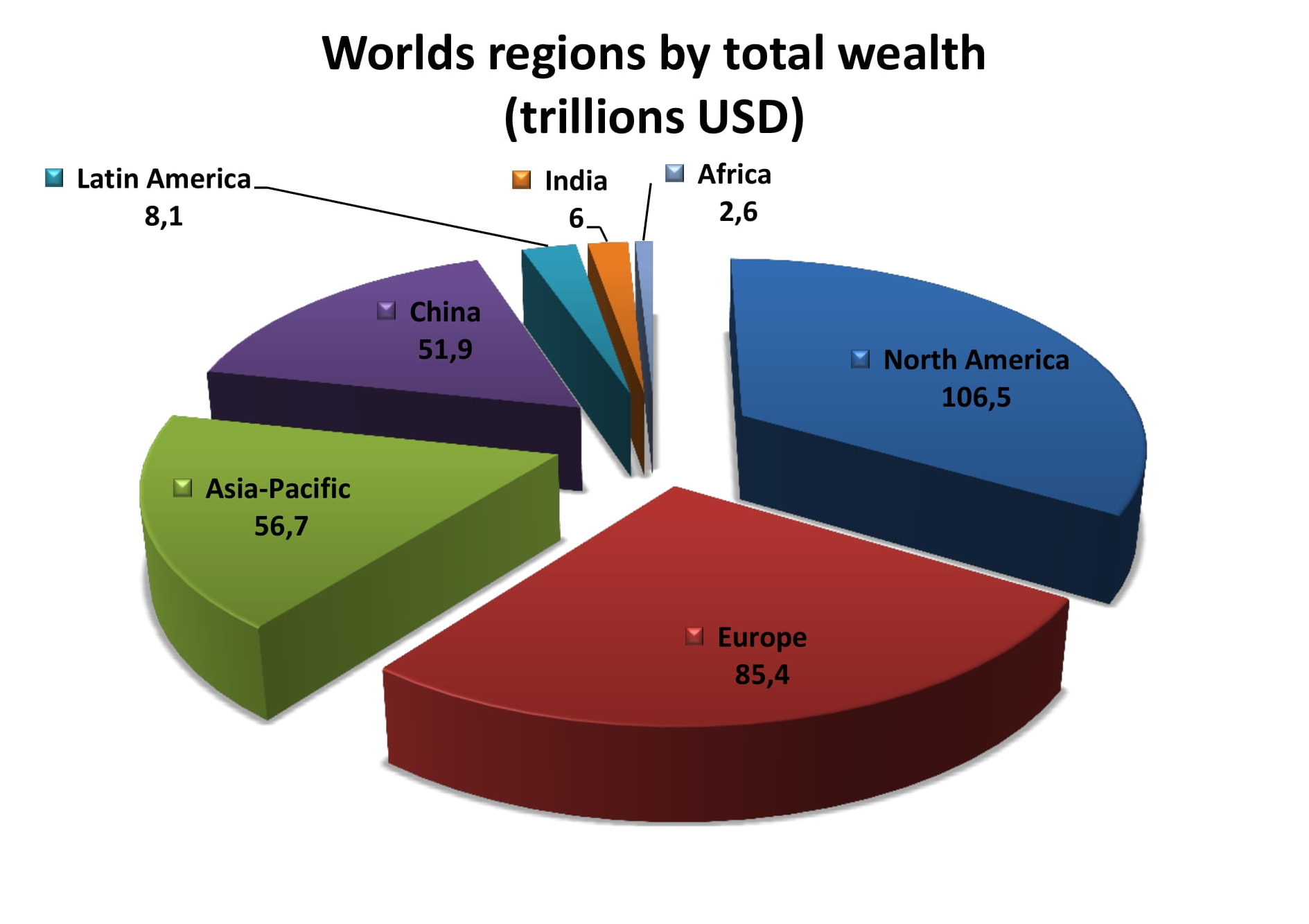
مناطق العالم من حيث الثروة الإجمالية، الرسم بالتريليون دولار أمريكي، عام 2018

يرى علماء الاقتصاد أن سبب نمو اقتصادات النمور الآسيوية الأربعة (المعجزة الآسيوية) حتى الأزمة المالية الآسيوية عام 1997 هو سياساتها الموجهة نحو التصدير وسياسات التنمية القوية. ساهمت تلك السياسات في تحقيق نمو مستدام سريع وزيادة نصيب الفرد من الناتج المحلي الإجمالي. في حين يرجع البنك الدولي تلك المعجزة إلى سياستين إنمائيتين رئيسيتين هما تراكم العوامل وأسلوب إدارة الاقتصاد الكلي.
هونغ كونغ
شهد اقتصاد هونغ كونغ طفره في التصنيع مع تطور صناعة النسيج في خمسينيات القرن الماضي. مع حلول الستينات، توسعت عملية التصنيع في المستعمرة البريطانية لتشمل تصنيع الملابس، والإلكترونيات، والبلاستيك وبدء حركة التصدير خارج البلاد.
سنغافورة
بعد استقلال سنغافورة، أعلن مجلس التنمية الاقتصادية البدء في صياغة وتنفيذ استراتيجيات اقتصادية وطنية لتعزيز قطاع التصنيع في البلاد من أبرزها تشييد المدن الصناعية وجذب الاستثمار الأجنبي بضرائب منخفضة.
تايوان وكوريا الجنوبية
في منتصف ستينيات القرن الماضي، بدأت تايوان وكوريا الجنوبية بالاتجاه للتصنيع بمشاركة حكومية مكثفة. سعت الحكومتان إلى التصنيع الموجه للتصدير كما هو الحال في هونغ كونغ وسنغافورة.
استلهمت الدول الأربعة من نجاح اليابان مثالا احتذوا به، وسعوا لتحقيق نفس الهدف من خلال الاستثمار في نفس الفئات وهم البنية التحتية والتعليم. غير دعم الدول الرأسمالية لهم وأبرزهم الولايات المتحدة الأمريكية التي تجلى جزء من دعمها الاقتصادي لهم في منازل النمور الأربعة. بحلول نهاية الستينيات، تجاوزت مستويات رأس المال المادي والبشري في الاقتصادات الأربعة كثير من البلدان الأخرى ذات مستويات مماثلة من التنمية. أدى ذلك لاحقا إلى نمو سريع في مستويات دخل الفرد.
لعب رأس المال البشري دورا مهما في النمو الاقتصادي للبلاد، كما يستشهد بدور التعليم على وجه الخصوص في المعجزة الاقتصادية الآسيوية حيث ارتفعت مستويات الالتحاق بالتعليم في البلاد بسرعة كبيرة متجاوزة بذلك أعلى التوقعات. بحلول عام 1965، نجحت الدول الأربعة في توفير التعليم الابتدائي للجميع مجانا.
بحلول عام 1987، نجحت كوريا الجنوبية على وجه خاص بالوصول إلى معدل التحاق بالتعليم الثانوي وصل إلى 88% مع انخفاض ملحوظ في الفجوة بين نسبة الذكور والإناث.
يرجع علماء الاقتصاد أساس المعجزة الآسيوية إلى إنشاء بيئات اقتصادية كلية مستقرة. تمكنت كل دولة من دول النمور الأربعة من النجاح بدرجات متفاوتة في أهم ثلاث متغيرات وهم عجز الميزانية والديون الخارجية وأسعار الصرف. بشكل عام، ساهمت البيئة الاقتصادية في خفض العجز في الميزانية إلى حده الأدنى كما هو الحال في كوريا الجنوبية التي وصل العجز في الميزانية إلى أقل متوسط منظمة التعاون الاقتصادي والتنمية في الثمانينيات. بالمثل في الدين الخارجي، الذي ساوي الصفر تقريبا في ذلك الوقت لكل من هونغ كونغ وسنغافورة وتايوان لعدم اقتراضهم من الخارج، على عكس كوريا الجنوبية التي كانت استثناءا، وارتفعت نسبة ديونها مقارنة بالناتج القومي الإجمالي في الفترة ما بين عام 1980 وعام 1985.
ساهم قرار تغيير أسعار الصرف من نظام سعر ثابت طويل الأجل إلى سعر ثابت يقبل التعديل دول النمور الأربعة في تجنب ارتفاع سعر الصرف والحفاظ على سعر صرف حقيقي مستقر.
لم تشكل سياسات التصدير المختلفة اختلافا يذكر في نهضة اقتصادات النمور الآسيوية الأربعة، فمع اختلاف النهج المتبعة أصبحت جميعها السبب الفعلي لصعودهم. قدمت هونغ كونغ وسنغافورة أنظمة تجارية ذات طبيعة نيوليبرالية وشجعت التجارة الحرة، بينما تبنت كوريا الجنوبية وتايوان أنظمة مختلطة استوعبت بها صناعات التصدير الخاصة بهما.
في هونغ كونغ وسنغافورة، وبسبب الأسواق المحلية الصغيرة ارتبطت الأسعار المحلية بالأسعار الدولية. أما كوريا الجنوبية وتايوان فقدموا حوافز تصدير لقطاع السلع التجارية.
ساعدت كل السياسات السابقة الدول الأربعة على تحقيق متوسط نمو بلغ 7.5% كل عام لمدة ثلاث عقود محققين بذلك مكانة عاليه مع الدول المتقدمة.
يرى داني رودريك، الاقتصادي في كلية جون كينيدي للإدارة الحكومية بجامعة هارفارد، بأنه من المستحيل فهم معجزة النمو في شرق آسيا دون تقدير الدور المهم الذي لعبته السياسة الحكومية في تحفيز الاستثمار الخاص.

### الأزمة الأسيوية عام 1997
تعرضت اقتصادات دول النمور الآسيوية لانتكاسه كبيرة خلال الأزمة المالية الآسيوية في عام 1997. فعلى سبيل المثال، تعرضت هونغ كونغ لهجمات مضاربة ضد سوق الأوراق المالية مما استلزم تدخلات غير مسبوقة لسلطة النقد وحكومة هونغ كونغ لمحاولة إعادة الكفة لصالحها مرة أخرى. في حين كانت كوريا الجنوبية هي الأشد تضررا، حيث تضخمت ديونها الخارجية بصورة كبيرة ما نتج عنه انخفاض قيمة عملتها ما بين 35 و 50%.
بحلول بداية عام 1997، بلغت قيمة خسائر سوق الأسهم في هونغ كونغ وسنغافورة وكوريا الجنوبية ما يقرب من 60% من قيمة عملتها أمام الدولار. ساعدت البيئة الاقتصادية الجيدة للنمور الأربعة على تعافيهم سريعا من أثار الأزمة، باستثناء كوريا الجنوبية، أسرع من البلدان الأخرى.

### الأزمة المالية عام 2008
تسببت الأزمة المالية العالمية لعامي 2007 و 2008 في تضرر اقتصادات أغلب دول العالم بما فيهم دول النمور الآسيوية الأربعة خصوصا بعد توقف عمليات التصدير الموجهة للمجتمع الأمريكي. بحلول الربع الرابع من عام 2008، بلغ متوسط خسائر الناتج المحلي الإجمالي للدول الأربع ما يقرب من 15% من الناتج المحلي الإجمالي السنوي. كما انخفضت الصادرات بمعدل سنوي 50%.
أثرت الأزمة المالية العالمية أيضا على الطلب المحلي وبالتالي على الاقتصاد الداخلي، فعلى سبيل المثال، انخفضت مبيعات التجزئة في هونغ كونغ بنسبة 3% وفي سنغافورة بنسبة 6% وفي تايوان بنسبة 11%.
مع تعافي العالم من الأزمة المالية، انتعشت اقتصادات النمور الآسيوية الأربعة مرة أخرى. يرجع الفضل إلى إجراءات الحكومة بشكل أساسي، حيث أعلنت حكومات البلاد عن إجراءات تحفيز مالي تتجاوز حد 4% من الناتج المحلي الإجمالي في عام 2009.
نشر عالم الاقتصاد المالي ميتي فريدون من جامعة جرينوتش، قسم إدارة الأعمال وزملاؤه الدوليون بحث في مجلة أبليد أكومنيس ليتر عن العلاقة السببية بين التنمية المالية والنمو الاقتصادي في تايلاند وإندونيسيا وماليزيا والفلبين والصين والهند وسنغافورة في الفترة ما بين عام 1979 وعام 2009 بتطبيق اختبارات يوهانسن للتكامل المشترك ونماذج تصحيح خطأ المتجهات.
تشير النتائج إلى أنه في حالة إندونيسيا وسنغافورة والفلبين والصين والهند تؤدي التنمية المالية إلى النمو الاقتصادي، بينما في حالة تايلاند توجد علاقة سببية ثنائية الاتجاه بين هذه المتغيرات، أما في حالة ماليزيا، لا يبدو أن التنمية المالية تسبب النمو الاقتصادي.

## الناتج المحلي الإجمالي
في عام 2018، شكل الاقتصاد المشترك للنمور الآسيوية الأربعة ما يعادل 3.46% من الاقتصاد العالمي بناتج محلي إجمالي تجاوز 2,932 مليار دولار أمريكي. فبلغ الناتج المحلي الإجمالي في عام 2018 في هونغ كونغ 363.03 مليار دولار أمريكي ما يعادل 0.428% من الاقتصاد العالمي، وفي سنغافورة 361.1 مليار دولار أمريكي ما يعادل 0.426% من الاقتصاد العالمي، وفي كوريا الجنوبية 1,619.42 مليار دولار أمريكي ما يعادل 1.911% من الاقتصاد العالمي، وفي تايوان 589.39 مليار دولار أمريكي ما يعادل 0.696% من الاقتصاد العالمي.
في وقت ما في منتصف عقد 2010، تجاوز الناتج المحلي الإجمالي للنمور الآسيوية الأربعة مجتمعين الناتج المحلي الإجمالي للمملكة المتحدة والبالغ آنذاك 3.34% من الاقتصاد العالمي.

## التعليم والتكنولوجيا
ركزت هذه البلدان الأربعة على الاستثمار بكثافة في بنيتها التحتية وتطوير التعليم العام والمهني لإفادة بلادها سواء عن طريق العمالة الماهرة أو الوظائف الأعلى مستوى مثل المهندسين والأطباء. نجحت تلك السياسة وساعدت على نقل البلاد من الدول النامية إلى الدول المتقدمة ذات الدخل المرتفع.
على سبيل المثال، أصبحت البلدان الأربعة من أهم المراكز التعليمية العالمية حيث سجل طلاب المدارس الثانوية في سنغافورة وتايوان وكوريا الجنوبية وهونغ كونغ نتائج جيدة في اختبارات الرياضيات والعلوم مثل اختبار البرنامج الدولي لتقييم الطلبة وحصل الطلاب السنغافوريون والتايوانيون على العديد من الميداليات في الأولمبياد الدولي.
فيما يتعلق بالتعليم الثانوي/ العالي، أنشئت العديد من الكليات المرموقة كما هو الحال في معظم البلدان المتقدمة. تشمل المدارس البارزة جامعة تايوان الوطنية وجامعة سول الحكومية وجامعة سنغافورة الوطنية وجامعة نانيانغ التكنولوجية وجامعة هونغ كونغ وكلية طب الأسنان، والتي تم تصنيفها في عام 2017 كواحدة من أفضل مدارس طب الأسنان في العالم.

## الثقافة
استخدم علماء الاجتماع المعتقدات الكونفوشيوسية في شرح معجزة النمور الآسيوية الأربعة، يشبه هذا الاستنتاج نظرية أخلاق العمل البروتستانتية في الغرب التي روج لها عالم الاجتماع الألماني ماكس فيبر في كتابه الأخلاق البروتستانتية وروح الرأسمالية، مؤكدين أن ثقافة الكونفوشيوسية كانت متوافقة مع التصنيع لأنها تقدر الاستقرار والعمل الجاد والانضباط والولاء والاحترام تجاه شخصيات السلطة. يروا أيضا تأثر العديد من الشركات والمؤسسات بها وعلى رأسهم رئيس الوزراء السنغافوري، لي كوان يو، الذي نادى بإرثاء القيم الآسيوية بما فيها المعتقدات الكونفوشيوسية بديلا للثقافة الغربية.
في حين انتقد الكثير هذه النظرية مستشهدين بالحالة الاقتصادية في البر الرئيسي للصين والتي تعتبر مهد الكونفوشيوسية خلال نفس الإطار الزمني لنهضة النمور الأربعة. ذكر علماء الاجتماع أيضا حركة الرابع من مايو عام 1919، والتي ألقي اللوم فيها على المعتقدات الكونفوشيوسية وذكرها كأهم أسباب عدم قدرة الصين على التنافس مع القوى الغربية. يعتبر الخبير الاقتصادي جوزيف ستيجليتز من أبرز رافضي تلك النظرية وسخر منها في عام 1996 قائلا:
«منذ زمن ليس ببعيد، تم الاستشهاد بالتراث الكونفوشيوسي وتركيزه على القيم التقليدية، كتفسير لعدم نمو هذه البلدان».

## بيانات الإقليم والمناطق

### تصنيفات ائتمانية
| البلد أو الإقليم | تصنيف فيتش | تصنيف مودي | تصنيف ستاندرد آند بورز |
| ---------------- | ---------- | ---------- | ---------------------- |
| هونغ كونغ        | AA         | Aa2        | AA+                    |
| سنغافورة         | AAA        | Aaa        | AAA                    |
| كوريا الجنوبية   | AA-        | Aa2        | AA                     |
| تايوان           | AA-        | Aa3        | AA-                    |

### التركيبة السكانية
| البلد أو الإقليم | المساحة (كم2) | السكان (2018) | الكثافة السكانية (per كم2) | متوسط العمر المتوقع (2017) | معدل المواليد (2015) | معدل الوفيات (2011) | معدل الخصوبة (2018) | معدل الهجرة (2015–2020) | معدل النمو السكاني (2015) |
| ---------------- | ------------- | ------------- | -------------------------- | -------------------------- | -------------------- | ------------------- | ------------------- | ----------------------- | ------------------------- |
| هونغ كونغ        | 1,106         | 7,524,100     | 6,765                      | 84.7                       | 0.8%                 | 0.6%                | 1.1                 | 0.40%                   | 0.83                      |
| سنغافورة         | 728           | 5,703,600     | 7,815                      | 82.9                       | 0.9%                 | 0.45%               | 1.2                 | 0.47%                   | 1.40                      |
| كوريا الجنوبية   | 100,210       | 51,811,167    | 515                        | 82.6                       | 0.8%                 | 0.51%               | 1.1                 | 0.02%                   | 0.36                      |
| تايوان           | 36,197        | 23,603,121    | 652                        | 79.26                      | 0.8%                 | 0.66%               | 1.2                 | 0.13%                   | 0.28                      |

### الاقتصاد
| البلد أو الإقليم | الناتج المحلي الإجمالي (بملايين الدولارات الأمريكية، وفقا لعام 2020) | الناتج المحلي الإجمالي (بملايين الدولارات الأمريكية، وفقا لعام 2020) | الناتج المحلي الإجمالي (بملايين الدولارات الأمريكية، وفقا لعام 2017) | الناتج المحلي الإجمالي (بملايين الدولارات الأمريكية، وفقا لعام 2017) | نصيب الفرد من الناتج المحلي الإجمالي (دولار أمريكي، وفقا لعام 2017) | نصيب الفرد من الناتج المحلي الإجمالي (دولار أمريكي، وفقا لعام 2017) | التجارة الدولية (مليار دولار أمريكي وفقا لعام 2016) | مليار دولار 2017 | مليار دولار 2017 | معدل نمو الإنتاج الصناعي وفقا لعام 2017 |
| البلد أو الإقليم | الناتج المحلي الإجمالي                                               | القدرة الشرائية                                                      | الناتج المحلي الإجمالي                                               | القدرة الشرائية                                                      | الناتج المحلي الإجمالي                                              | القدرة الشرائية                                                     | التجارة الدولية (مليار دولار أمريكي وفقا لعام 2016) | الصادارات        | الواردات         | معدل نمو الإنتاج الصناعي وفقا لعام 2017 |
| ---------------- | -------------------------------------------------------------------- | -------------------------------------------------------------------- | -------------------------------------------------------------------- | -------------------------------------------------------------------- | ------------------------------------------------------------------- | ------------------------------------------------------------------- | --------------------------------------------------- | ---------------- | ---------------- | --------------------------------------- |
| هونغ كونغ        | 341,319                                                              | 439,459                                                              | 341,659                                                              | 454,912                                                              | 46,109                                                              | 61,016                                                              | 1,236                                               | 496.9            | 558.6            | 1.2                                     |
| سنغافورة         | 337,451                                                              | 551,628                                                              | 362,818                                                              | 585,055                                                              | 57,713                                                              | 90,531                                                              | 917                                                 | 372.9            | 327.4            | -3.5                                    |
| كوريا الجنوبية   | 1,586,786                                                            | 2,293,475                                                            | 1,538,030                                                            | 2,029,032                                                            | 29,891                                                              | 39,387                                                              | 1,103                                               | 577.4            | 457.5            | -1.5                                    |
| تايوان           | 635,547                                                              | 1,275,805                                                            | 579,302                                                              | 1,185,480                                                            | 24,577                                                              | 49,827                                                              | 604                                                 | 344.6            | 272.6            | 1.2                                     |

| البلد أو المقاطعة | الناتج المحلي الإجمالي مليون دولار (2009) | الناتج المحلي الإجمالي (تعادل القوة الشرائية) مليون دولار (2009) | الناتج المحلي الإجمالي للفرد دولار أمريكي (2009) | الناتج المحلي الإجمالي للفرد دولار أمريكي (2009) |
| ----------------- | ----------------------------------------- | ---------------------------------------------------------------- | ------------------------------------------------ | ------------------------------------------------ |
| هونغ كونغ         | 210,570                                   | 307,065                                                          | 29,803                                           | 42,653                                           |
| سنغافورة          | 182,231                                   | 238,755                                                          | 36,379                                           | 50,180                                           |
| كوريا الجنوبية    | 832,512                                   | 1,364,148                                                        | 17,074                                           | 27,938                                           |
| تايوان            | 378,524                                   | 735,997                                                          | 16,372                                           | 31,776                                           |

### جودة الحياة
| البلد أو المقاطعة | مؤشر التنمية البشرية (بيانات 2019) | مستوى الدخل وفقا لمعامل جيني | متوسط دخل الأسرة بالدولار الأمريكي وفقا لعام 2013 | متوسط دخل الفرد بالدولار الأمريكي وفقا لعام 2013 | مؤشر الرفاهية وفقا لتقرير غالوب وفقا لعام 2010 |
| ----------------- | ---------------------------------- | ---------------------------- | ------------------------------------------------- | ------------------------------------------------ | ---------------------------------------------- |
| هونغ كونغ         | 0.949 (المركز الرابع)              | 53.9 (2016)                  | 35,443                                            | 9,705                                            | 19%                                            |
| سنغافورة          | 0.938 (المركز الحادي عشر)          | 46.4 (2014)                  | 32,360                                            | 7,345                                            | 19%                                            |
| كوريا الجنوبية    | 0.916 (المركز الثالث والعشرون)     | 34.1 (2015)                  | 40,861                                            | 11,350                                           | 28%                                            |
| تايوان            | 0.911 (المركز الخامس والعشرون)     | 33.6 (2014)                  | 32,762                                            | 6,882                                            | 22%                                            |

### التكنولوجيا
| البلد أو المقاطعة | سرعة الإتصال بالانترنت (2020) | معدل انتشار الهواتف الذكية وفقا لعام 2016 | تولد الكهرباء من الطاقة المتجددة |
| ----------------- | ----------------------------- | ----------------------------------------- | -------------------------------- |
| هونغ كونغ         | 31.37 ميجا بت/ ثانية          | 87%                                       | 0.3%                             |
| سنغافورة          | 70.86 ميجا بت/ ثانية          | 100%                                      | 3.3%                             |
| كوريا الجنوبية    | 19.18 ميجا بت/ ثانية          | 89%                                       | 2.1%                             |
| تايوان            | 85.02 ميجا بت/ ثانية          | 78%                                       | 4.4%                             |

### السياسة
| البلد أو المقاطعة | مؤشر الديمقراطية وفقا لعام 2019 | مؤشر حرية الصحافة وفقا لعام 2020 | مؤشر مدركات الفساد وفقا لعام 2019 | تقرير التنافسية العالمي وفقا لعام 2019) | مؤشر سهولة ممارسة الأعمال وفقا لعام 2020 | مؤشر حقوق الملكية وفقا لعام 2019 | مؤشر دافعي الرشوة وفقا لعام 2011 | الوضع السياسي الحالي                           |
| ----------------- | ------------------------------- | -------------------------------- | --------------------------------- | --------------------------------------- | ---------------------------------------- | -------------------------------- | -------------------------------- | ---------------------------------------------- |
| هونغ كونغ         | 6.02                            | 30.01                            | 76                                | 5.53                                    | سهل جدا (المركز الثالث)                  | 7.6                              | 7.6                              | منطقة إدارية خاصة تديرها جمهورية الصين الشعبية |
| سنغافورة          | 6.02                            | 55.23                            | 85                                | 5.71                                    | سهل جدا (الدرج الثاني)                   | 8.1                              | 8.3                              | جمهورية برلمانية                               |
| كوريا الجنوبية    | 8.00                            | 23.70                            | 59                                | 5.07                                    | سهل جدا (المركز الخامس)                  | 5.9                              | 7.9                              | جمهورية رئاسية                                 |
| تايوان            | 7.73                            | 23.76                            | 65                                | 5.33                                    | سهل جدا (المركز الخامس عشر)              | 6.9                              | 7.5                              | جمهورية شبه رئاسية                             |

| البلد أو المقاطعة | مؤشر الديموقراطية (2008) | مؤشر حقوق الملكية (2008) | مؤشر حرية الصحافة (2010) | مؤشر الفساد (2010) | الحالة السياسية  |
| ----------------- | ------------------------ | ------------------------ | ------------------------ | ------------------ | ---------------- |
| هونغ كونغ         | 5.85                     | 7.7                      | 10.75                    | 8.4                | ديموقراطية جزئية |
| سنغافورة          | 5.89                     | 7.9                      | 47.50                    | 9.3                | نظام برلماني     |
| كوريا الجنوبية    | 8.01                     | 6.2                      | 13.33                    | 5.4                | نظام رئاسي       |
| تايوان            | 7.82                     | 6.5                      | 14.50                    | 5.8                | نظام نصف رئاسي   |

### المنظمات والجماعات
| البلد أو المقاطعة | الأمم المتحدة | منظمة التجارة العالمية | منظمة التعاون الاقتصادي والتنمية | لجنة المساعدة الإنمائية | منتدى التعاون الاقتصادي لدول آسيا والمحيط الهادئ | بنك التنمية الآسيوي | البنك الآسيوي للاستثمار في البنية التحتية | البنوك المركزية في جنوب شرق آسيا | مجموعة العشرين | قمة شرق آسيا | أسيان                         |
| ----------------- | ------------- | ---------------------- | -------------------------------- | ----------------------- | ------------------------------------------------ | ------------------- | ----------------------------------------- | -------------------------------- | -------------- | ------------ | ----------------------------- |
| هونغ كونغ         |               |                        |                                  |                         |                                                  |                     |                                           | [ 39 ]                           |                |              |                               |
| سنغافورة          |               |                        |                                  |                         |                                                  |                     |                                           |                                  |                |              |                               |
| كوريا الجنوبية    |               |                        |                                  |                         |                                                  |                     |                                           |                                  |                |              | (منطقة التجارة الحرة الآسيان) |
| تايوان            | [ 40 ]        |                        |                                  |                         |                                                  |                     |                                           |                                  |                |              |                               |

### السكان
| البلد أو المقاطعة | المساحة كم2 | عدد السكان | الكثافة السكانية لكل كم2 | قائمة الدول حسب مؤشر التنمية البشرية (2010) | العاصمة   |
| ----------------- | ----------- | ---------- | ------------------------ | ------------------------------------------- | --------- |
| هونغ كونغ         | 1,104       | 7,061,200  | 6,396                    | 0.862                                       | هونغ كونغ |
| سنغافورة          | 710         | 5,076,700  | 7,150                    | 0.846                                       | سنغافورة  |
| كوريا الجنوبية    | 99,828      | 49,773,145 | 499                      | 0.877                                       | سيول      |
| تايوان            | 36,188      | 23,146,090 | 640                      | غير معلوم                                   | تايبيه    |

## معرض صور

صور للسماء من مدن النمور الآسيوية الآربعة
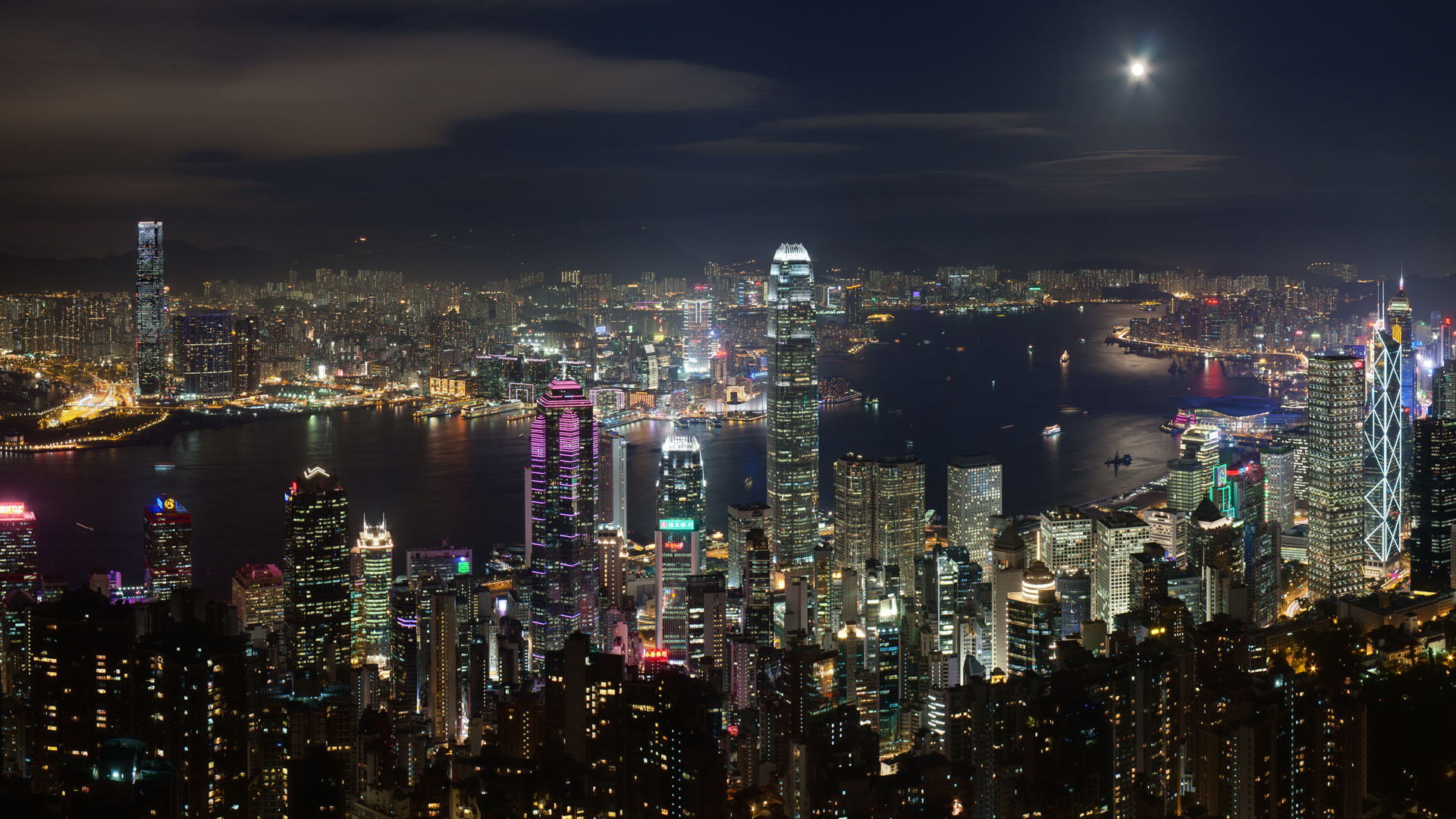
هونغ كونغ
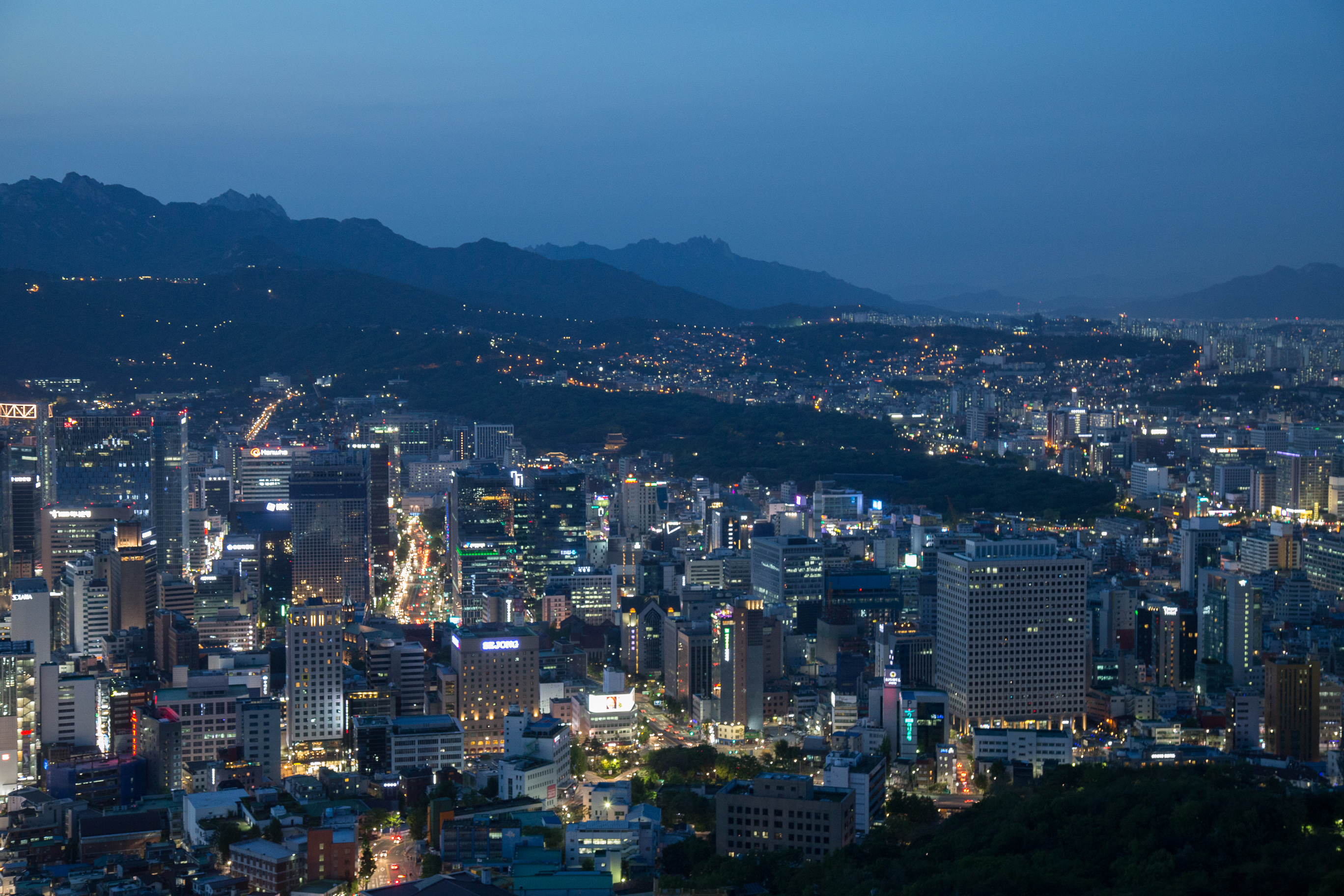
مدينة سيول، كوريا الجنوبية
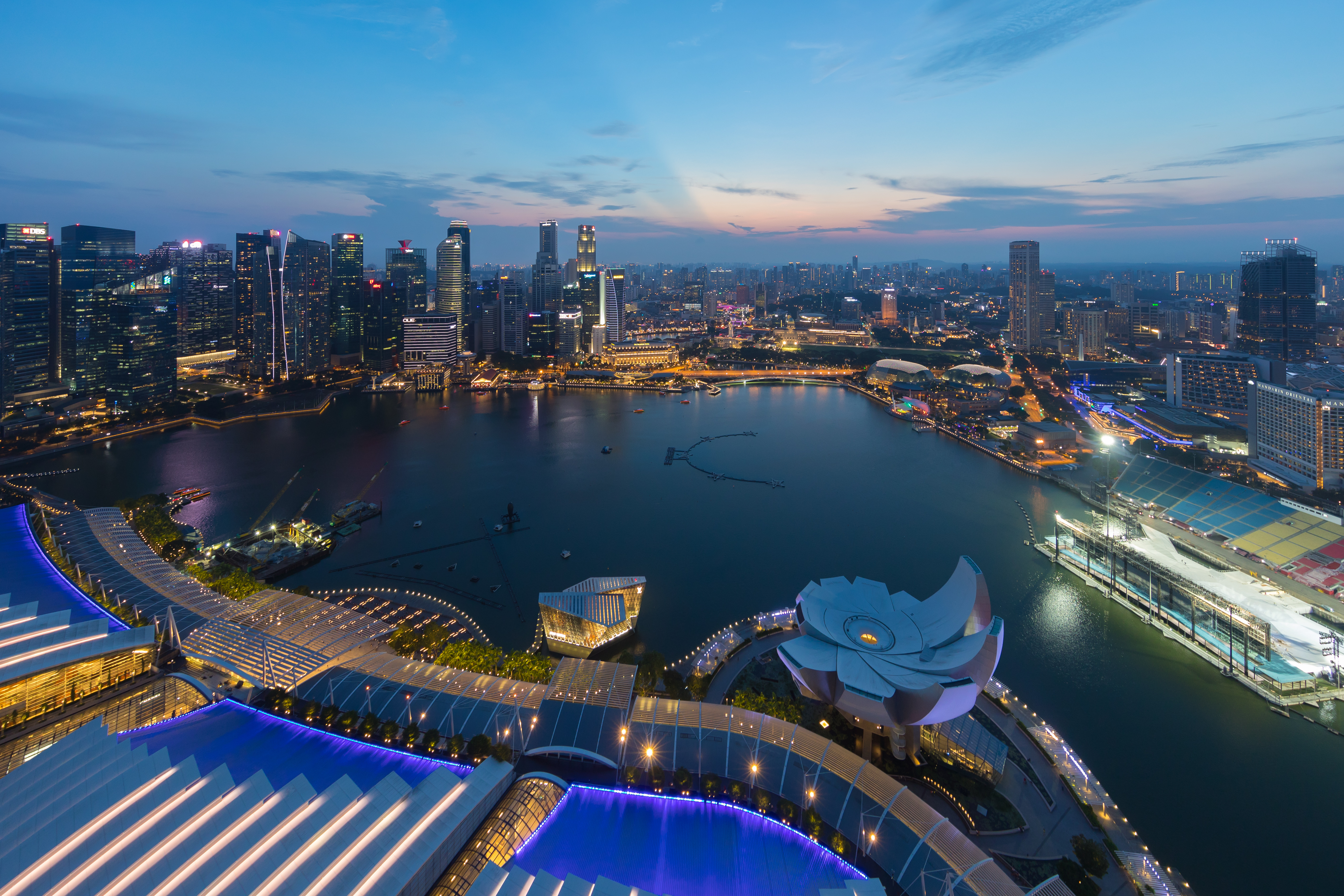
سنغافورة
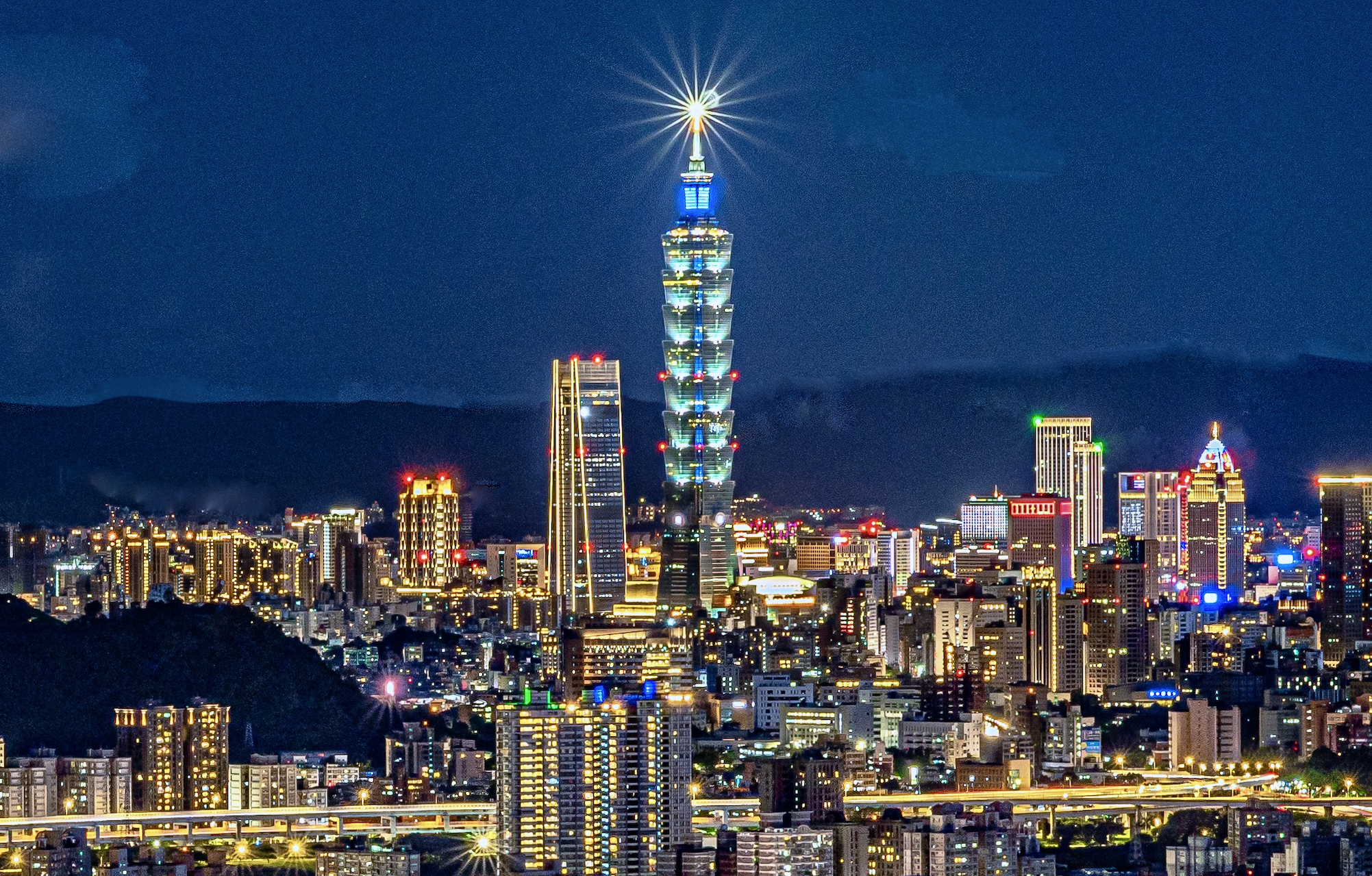
تايبيه، تايوان

## وصلات خارجية
- تقرير بي بي سي عن النمور الآسيوية في أعقاب الأزمة المالية عام 1997- تشمل خريطة النمور الآسيوية.
- النمور الآسيوية.
- الفيل عند البوابة في المجلة الاقتصادية الصينية

اليوتيوب
- كيف تحولت النمور الآسيوية من دول زراعية إلى دول صناعية؟
- مهاتير يكشف تفاصيل حرب العملات على النمور الآسيوية عام 1997- لقاء مع أحمد منصور.
- معجزة النمو الاقتصادي- النمور الآسيوية الأربعة.
- جولة زمنية داخل المعجزة الآسيوية- هونغ كونغ وسنغافورة وتايوان وكوريا الجنوبية.
- مقارنة بين الناتج المحلي الإجمالي للنمور الأسيوية الأربعة (هونغ كونغ وسنغافورة وتايوان وكوريا الجنوبية) مع دول الآسيان (تايلاند، وإندونيسيا، والفلبين، وماليزيا).
- كوريا- سنغافورة- هونغ كونغ- تايوان: مقارنة كل شيء في الفترة الزمنية ما بين 1960-2019.